# دانييل سوباشيتش
دانييل سوباشيتش (بالكرواتية: Danijel Subašić) (مواليد 27 أكتوبر 1984 في زادار، جمهورية يوغسلافيا الاشتراكية الاتحادية) لاعب كرة قدم كرواتي يجيد اللعب في مركز حارس المرمى ويلعب حاليا في نادي هايدوك سبليت الكرواتي.

## مسيرته الكروية
لعب دانييل سوباشيتش خلال مسيرته الاحترافية مع 3 أندية في ثمانية عشر موسمًا وسجل خلالها هدفًا واحدًا ضمن 420 مباراة. حيث فاز في موسم واحد بالكأس وفي موسم واحد بالدوري.
خاض دانييل سوباشيتش مسيرته مع نادي زادار ‏ في موسم 2003–04 ليلعب معه خمسة مواسم، مشاركًا في 81 مباراة ولم يسجل أي هدف. ثم انتقل إلى نادي هايدوك سبليت في موسم 2008–09 ليلعب معه أربعة مواسم، حيث شارك في 95 مباراة ولم يسجل أي هدف أيضًا. لينتقل بعدها إلى نادي موناكو في موسم 2011–12 ليلعب معه تسعة مواسم، مشاركًا في 244 مباراة سجل خلالها هدفًا واحدًا.

## روابط خارجية
- دانييل سوباشيتش على موقع الاتحاد الدولي (مؤرشف)  (الإنجليزية)
- دانييل سوباشيتش على موقع الاتحاد الأوربي (الإنجليزية)
- دانييل سوباشيتش على موقع اتحاد كرواتيا (الكرواتية)
- دانييل سوباشيتش على موقع رابطة كرة القدم الفرنسية للمحترفين (الإنجليزية)
- دانييل سوباشيتش على موقع قاعدة بيانات كرة القدم.إي يو (الإنجليزية)
- دانييل سوباشيتش على موقع ليكيب (الفرنسية)
- دانييل سوباشيتش على موقع ناشيونال فوتبول تيمز (الإنجليزية)
- دانييل سوباشيتش على موقع Soccerbase.com (لاعب) (الإنجليزية)
- دانييل سوباشيتش على موقع Soccerway.com (الإنجليزية)
- دانييل سوباشيتش على موقع عالم كرة القدم.نت (الإنجليزية)